# 貨櫃碼頭路公共運輸交匯處
貨櫃碼頭路公共運輸交匯處（英語：Container Port Road Public Transportation Interchange），龍運巴士公司因其位港鐵葵芳站以南，而稱之為葵芳（南）總站，位於香港新界葵青區葵芳貨櫃碼頭路與葵福路交界之迴旋處旁邊，葵芳多層停車場對面。此交匯處已於2018年10月21日落成啟用。

## 周邊設施
此站鄰近葵豐街工業區、葵芳多層停車場、葵芳站公共運輸交匯處、港鐵葵芳站及屯馬綫葵芳輔助設施大樓。

## 歷史
自2009年起，房屋署已向葵青區議會建議於葵義路前葵涌已婚警察宿舍的地皮興建公共屋邨，計劃興建三座公屋大廈。署方於2011年表示，為紓緩葵芳站公共運輸交匯處附近的交通擠塞問題，建議於貨櫃碼頭路葵芳多層停車場對面、原擬興建港鐵葵青隧道上蓋項目的用地，興建一個全新公共運輸交匯處（即本站），同時改善葵涌道分別與葵富路和葵益道交界的設計，應付預計的交通流量增長。
當局於2014年6月就工程建議刊憲，其後於2015年2月向立法會申請撥款7,270萬元，用以設置上述交匯處及進行道路交界處改善工程，最終於4月獲財務委員會批准工程撥款。交匯處建造工程於2015年年底展開，預計於2017年年底完成。
至於前葵涌已婚警察宿舍公共租住房屋發展計劃，經諮詢區議會後，房屋署決定興建兩座公屋大廈，提供約900個單位，署方於2015年批出7.92億元的工程合約予協興建築。屋邨現已命名為葵翠邨（Kwai Tsui Estate），已於2018年2月入伙。

## 站位分佈
根據當局提交的諮詢文件及工程圖則，此站將提供5個鋸齒式停車位供旅遊巴使用，以及3條車坑分別供專營巴士、專綫小巴及的士使用。

## 總站路線資料

### 九龍巴士40X線
- 烏溪沙站 → 葵芳（南）

### 九龍巴士40E線
- 葵芳（南） → 泥涌

### 九龍巴士47A線
- 沙田（水泉澳） ↔ 葵芳（南）
（除平日早上繁忙時間往葵芳方向班次外，其餘時段往葵芳方向班次以及所有往水泉澳方向班次均全部繞經沙田市中心巴士總站。）

### 龍運巴士E32線
葵芳（南） ↔ 航天城（經青衣及東涌市中心）

### 龍運巴士E32A線
- 葵芳（南） ↔ 東涌發展碼頭（經荃灣及東涌北，不經青衣及東涌市中心）

### 新界區專線小巴87A線
- 葵芳（南） ↔ 葵涌貨櫃碼頭

## 外部連結
- 擬議的貨櫃碼頭路公共運輸交匯處及鄰近道路工程（文件編號：56/2012） （页面存档备份，存于），葵青區議會交通及運輸委員會，2012年12月13日
- 80TI 葵涌貨櫃碼頭路的公共運輸交匯處及葵涌道道路 交界處改善工程（文件編號：PWSC(2014-15)53） （页面存档备份，存于），立法會財務委員會工務小組委員會討論文件，2015年2月28日
- 81TI 葵涌貨櫃碼頭路的公共運輸交匯處及葵涌道道路 交界處改善工程補充資料（文件編號：PWSC152/14-15(01) （页面存档备份，存于），立法會工務小組委員會，2015年3月11日